# Крушево (Підляське воєводство)
Крушево (пол. Kruszewo) — село в Польщі, у гміні Хорощ Білостоцького повіту Підляського воєводства.
Населення — 203 особи (2011).
У 1975-1998 роках село належало до Білостоцького воєводства.

## Демографія
Демографічна структура станом на 31 березня 2011 року:
|          | Загалом | Допрацездатний вік | Працездатний вік | Постпрацездатний вік |
| -------- | ------- | ------------------ | ---------------- | -------------------- |
| Чоловіки | 110     | 19                 | 71               | 20                   |
| Жінки    | 93      | 14                 | 48               | 31                   |
| Разом    | 203     | 33                 | 119              | 51                   |